# A Gifted Man
A Gifted Man (2011-2012) – amerykański serial dramatyczny stworzony przez Susannah Grant oraz zrealizowany przez Baer Bones, CBS Television Studios i Timberman-Beverly Productions.
Premiera serialu odbyła się w Stanach Zjednoczonych 23 września 2011 na amerykańskim kanale CBS, a po raz ostatni został emitowany 2 marca 2012.
Dwa miesiące później, dnia 10 maja 2012 stacja CBS ogłosiła, że serial A Gifted Man został anulowany po pierwszym sezonie.

## Fabuła
Serial opisuje perypetie chirurga Michaela Holta (Patrick Wilson), którego życie odmienia się za sprawą śmierci jego byłej żony Anny (Jennifer Ehle). Michael staje się innym człowiekiem, po tym jak Anna pojawia się na nowo w jego życiu pod postacią ducha.

## Obsada

### Główni
- Patrick Wilson jako doktor Michael Holt
- Jennifer Ehle jako Anna Paul
- Margo Martindale jako Rita Perkins-Hall
- Pablo Schreiber jako Anton Little Creek
- Rachelle Lefevre jako doktor Kate Sykora

### Pozostali
- Rhys Coiro jako doktor Zeke Barnes
- Afton Williamson jako Autumn
- Julie Benz jako Christina Holt, siostra Michaela
- Liam Aiken jako Milo Holt
- Eriq La Salle jako Evan „E-Mo” Morris
- Mike Doyle jako Victor Lantz
- Adrian Martinez jako Hector
- Peter Hermann jako Harrison Curtis, mąż Kate
- Katie Ross jako pielęgniarka Maria

## Odcinki
| №  | Nr | Tytuł                              | Reżyseria          | Scenariusz                     | Premiera (CBS)       |
| -- | -- | ---------------------------------- | ------------------ | ------------------------------ | -------------------- |
| 1  | 1  | Pilot                              | Jonathan Demme     | Susannah Grant                 | 23 września 2011     |
| 2  | 2  | In Case of All Hell Breaking Loose | Jonathan Kaplan    | Neal Baer i Daniel Truly       | 30 września 2011     |
| 3  | 3  | In Case of Discomfort              | Peter Werner       | Jonathan Green                 | 7 października 2011  |
| 4  | 4  | In Case of Separation Anxiety      | Jonathan Kaplan    | Alison Tatlock                 | 14 października 2011 |
| 5  | 5  | In Case of Loss of Control         | David Platt        | Daniel Truly                   | 21 października 2011 |
| 6  | 6  | In Case of Memory Loss             | David Platt        | Lisa Melamed                   | 4 listopada 2011     |
| 7  | 7  | In Case of Exposure                | Peter Werner       | Adam S. Simon                  | 11 listopada 2011    |
| 8  | 8  | In Case of Missed Communications   | Donna Deitch       | Jonathan Greene                | 18 listopada 2011    |
| 9  | 9  | In Case of Abnormal Rhythm         | Constantine Makris | Becky Mode                     | 2 grudnia 2011       |
| 10 | 10 | In Case of a Bolt from the Blue    | John Coles         | Dawn DeNoon                    | 6 stycznia 2012      |
| 11 | 11 | In Case of (Re)Birth               | Adam Bernstein     | Lisa Melamed i Alison Tatlock  | 13 stycznia 2012     |
| 12 | 12 | In Case of Blind Spots             | Peter Leto         | Zachary Lutsky                 | 3 lutego 2012        |
| 13 | 13 | In Case of Complications           | Ed Ornelas         | Daniel Truly i Jonathan Greene | 10 lutego 2012       |
| 14 | 14 | In Case of Co-Dependants           | Eriq LaSalle       | Dawn DeNoon                    | 17 lutego 2012       |
| 15 | 15 | In Case of Letting Go              | Constantine Makris | Alison Tatlock i Lisa Melamed  | 24 lutego 2012       |
| 16 | 16 | In Case of Heart Failure           | David Platt        | Neal Bear i Daniel Truly       | 2 marca 2012         |